# Slomer Cove
Die Slomer Cove (bulgarisch залив Сломер saliw Slomer) ist eine 11,2 km breite und 5,9 km lange Bucht an der Nordwestküste der Trinity-Halbinsel an der Spitze der Antarktischen Halbinsel. Sie liegt südlich des Kap Kjellman und nördlich des Auster Point.
Deutsche und britische Wissenschaftler nahmen 1996 ihre Kartierung vor. Die bulgarische Kommission für Antarktische Geographische Namen benannte sie 2010 nach der Ortschaft Slomer im Norden Bulgariens.